# Zarażenie
Zarażenie (łac. contaminatio, z łac. contaminare „być w kontakcie”, z łac. con-, com- „naprzeciw, razem” + łac. tangere „dotykać”) – przeniesienie biologicznego czynnika zaraźliwego (łac. contagion) od nosiciela (człowieka lub zwierzęcia) na wrażliwą na taki czynnik osobę lub zwierzę. 
Zaraźliwe czynniki biologiczne są pasożytami (rzadziej symbiontami) w szerokim znaczeniu tego słowa. Mogą one powodować choroby lub być niepatogenne. Jeśli czynnik biologiczny wnikający do organizmu przełamuje jego mechanizmy obronne, kolonizuje go i rozwija się w nim (zwykle powodując różnego rodzaju objawy chorobowe), mówimy o zakażeniu (łac. infectio). Zdolność patogennego czynnika biologicznego do zarażania osobników zdrowych określa się mianem zaraźliwości choroby (łac. contagiositas). Zarażenie czynnikiem niepatogennym powoduje, że zarażony organizm staje się tylko jego nosicielem. 
Ostatnio określenie to bywa także definiowane w węższym znaczeniu, jako synonim infestacji – inwazji pasożytniczej, tzn. odnoszącej się tylko do patogenów eukariotycznych. W polskiej terminologii medycznej preferowane jest jednak szersze rozumienie tego terminu, m.in. ze względu na istnienie takich polskich wyrazów pokrewnych jak: „zaraźliwość” i „zarazek” odnoszących się także do procesów (chorób) wywoływanych przez mikroorganizmy, a nie tylko przez pasożyty.

Przeczytaj ostrzeżenie dotyczące informacji medycznych i pokrewnych zamieszczonych w Wikipedii.